# 爱德华·林
爱德华·林（英語：Edward Ling，1983年3月7日—），英国男子射击运动员。他曾代表英国参加2004年、2012年和2016年夏季奥林匹克运动会射击比赛，其中2016年奥运会获得一枚铜牌。